# CD Baskonia
Club Deportivo Baskonia är en spansk fotbollsklubb från staden Basauri i Biscaya, Baskien. Klubben grundades 1913 som CD Basconia. Klubben spelade säsongen 2013/2014 i Tercera División. CD Baskonia nådde Segunda División säsongen 1957 och stannade kvar där i sex säsonger till 1963, men har aldrig spelat i Primera División. På 80-talet spelade klubben också sex säsonger i División Segunda B. Sedan 2007 spelar klubben sina hemmamatcher på Estadio de López Cortázar, med plats för 8.500 åskådare.
1997 blev klubben en farmarklubb till Athletic Bilbao.